# Sol maggiore

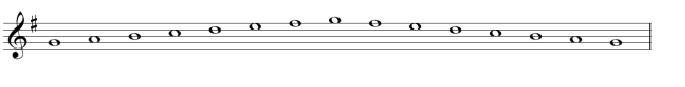
Per la scala musicale del sol maggiore, si hanno: sol, la, si, do, re, mi, fa♯, sol (parte ascendente).

La tonalità di Sol maggiore (G major, G-Dur) è incentrata sulla nota tonica Sol. Può essere abbreviata in Sol M  oppure in G secondo il sistema anglosassone.

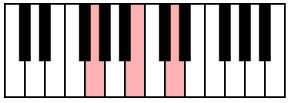
L'accordo di sol maggiore (triade) è composto da Sol, Si, Re.

L'armatura di chiave è la seguente (un diesis):
```

Alterazioni
 (una sola): 
fa♯.
```

Questa rappresentazione sul pentagramma coincide con quella della tonalità relativa mi minore.